# Fernando Cravero
Fernando Rubén Cravero (Oncativo, Provincia de Córdoba, Argentina, 12 de junio de 1980) es un exfutbolista argentino; su último equipo como jugador profesional fue San Martín (Mendoza).

## Características
Se caracteriza por su gran despliegue por la banda, cumpliendo funciones de defensa y desborde.[cita requerida]

## Trayectoria
Iniciado en las inferiores de Belgrano de Córdoba.
En 2010 ficha por Patronato de Paraná para disputar la Primera B Nacional.
En 2012 ficha por San Martín de Mendoza para disputar el Torneo Argentino.B. donde acabaría con su carrera como profesional. Continuó su carrera en ligas regionales jugando para el Club D y C Union de su ciudad natal y un paso fugaz por el club amateur Sportivo Almada.

## Clubes
| Club                  | País      | Año       |
| --------------------- | --------- | --------- |
| Belgrano              | Argentina | 2001-2004 |
| Almagro               | Argentina | 2004-2005 |
| Racing de Córdoba     | Argentina | 2005-2006 |
| San Martín de Tucumán | Argentina | 2006-2008 |
| Atlético Rafaela      | Argentina | 2008-2010 |
| Patronato             | Argentina | 2010-2012 |
| San Martín (Mza.)     | Argentina | 2012-     |
| Club Sportivo Almada  | Argentina | 2016-     |
| Club D y C Unión      | Argentina | 2018-     |

## Palmarés

### Campeonatos nacionales
| Título            | Club                  | País      | Edición |
| ----------------- | --------------------- | --------- | ------- |
| Torneo Nacional B | San Martín de Tucumán | Argentina | 2007/08 |